# Pöggstall

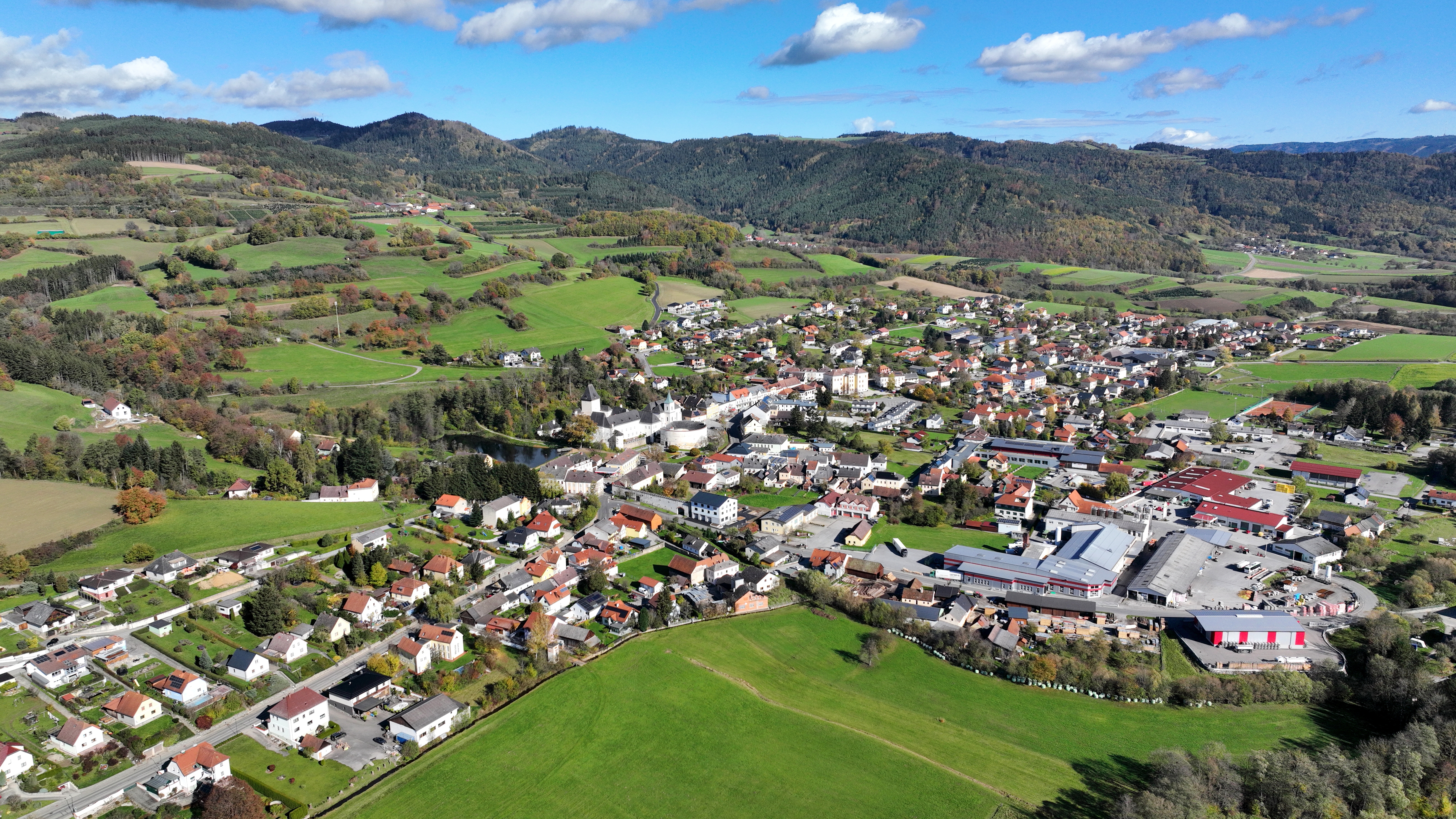
Pöggstall

Pöggstall é uma freguesia do distrito de Melk na Baixa Áustria.

## Geografia
Ocupa uma área de 58,86 km². 50,64 por centos da superfície são arborizados.

### Subdivisões
Os subdivisões dum município austríaco chamam-se Katastralgemeinden:

## População
Tinha 2532 habitantes no fim de 2005.

## Política
O Burgomestre é Johann Gillinger (ÖVP).

### Conselho Municipial
ÖVP 12
SPÖ 6
GEMEINSAM 3